# Supercoppa bielorussa 2020 (pallavolo maschile)
La Supercoppa bielorussa 2020 si è svolta il 20 febbraio 2021: al torneo hanno partecipato due squadre di club bielorusse maschili e la vittoria finale è andata per la terza volta consecutiva allo Šachcër Salihorsk.

## Regolamento
Le squadre hanno disputato una gara unica. Il torneo, inizialmente programmato per il 9 settembre 2020, era stato in un primo momento annullato ma reintrodotto in seguito in calendario.

## Squadre partecipanti
| Squadra           | Qualificazione                                                 | Ultima partecipazione      |
| ----------------- | -------------------------------------------------------------- | -------------------------- |
| Budaŭnik Minsk    | Finalista Coppa di Bielorussia 2019-20                         | Supercoppa bielorussa 2019 |
| Šachcër Salihorsk | Vincitrice Vysšaja Liha 2019-20 e Coppa di Bielorussia 2019-20 | Supercoppa bielorussa 2019 |

## Torneo
| 20 febbraio 2021 Palazzetto dello Sport Uruchje, Minsk Durata: 2h:04 - Spettatori: 300 | Budaŭnik Minsk | 1 - 3 | Šachcër Salihorsk | 25-19, 23-25, 29-31, 21-25 |